# Galvano Fiamma
Galvano Fiamma (in latino Galvanus o Galvagnus; Flamma, de Flama o de la Flamma; Milano, 1283 – Milano, 1344) è stato un frate domenicano, cappellano di Giovanni Visconti e cronachista milanese.

## Biografia
Galvano nacque presumibilmente a Milano nel 1283, come egli stesso dichiara nella sua Chronica parva, da una famiglia benestante milanese probabilmente di notai. Nel 1298 entrò nel convento domenicano di Sant'Eustorgio come novizio. Dopo aver concluso gli studi, forse con una permanenza a Genova attorno al 1308-1309, divenne lector sacrae theologiae.
Secondo quanto egli stesso afferma, risiedette nel convento di San Tommaso di Pavia dove insegnò teologia e fisica aristotelica agli studenti di medicina e dove gli nacque la vocazione per la storiografia. A partire dal 1313 fu di nuovo a Milano in Sant'Eustorgio dove insegnò filosofia morale. A tale periodo risale presumibilmente la stesura del suo unico testo di filosofia il Tractatus yconomicus.
Durante il breve regno dell'imperatore Enrico VII (1312-1313) dedicò un breve testo alchemico intitolato Epistola missa imperatori henrico a fratre Galvano di Flamma ordinis predicatorum. Lo scritto si inserisce nella biografia di Enrique, che dal 1310 visse in varie città d'Italia e che ebbe grande appoggio dalla famiglia Visconti, per la quale lavorò Galvano.
Di Galvano si perdono le notizie tra il 1323, anno in cui potrebbe aver abbandonato Milano a seguito dell'interdetto (nel 1321) della città da parte del papa Giovanni XXII, ed il 1330, anno in cui riapparve a Bologna in un processo di inquisizione. A partire dal 1330 riprese la sua attività in Sant'Eustorgio dove si dedicò principalmente agli studi storiografici che gli danno fama.
Nel 1333 iniziò infatti la stesura della Chronica Parva ed ebbe un ruolo decisivo nel ricucire i rapporti tra i l'Ordine dei Frati Predicatori e la famiglia Visconti dopo i processi per eresia intentati contro i duchi di Milano. Galvano nel Chronicon Maius probabilmente esagera il suo ruolo personale in tale pacificazione ma il suo personale successo può essere misurato dal fatto che entrò dapprima tra gli intimi di Azzone Visconti per divenire poi confessore di Luchino e di suo figlio Buzio.
Nel 1344 si perdono definitivamente le tracce di Galvano. Considerando che la Chronica Maior si spinge fino a tale data, il 1344 è stato considerato come il suo anno di morte.
Galvano Fiamma conobbe e fu forse amico dello storiografo Giovanni da Cermenate, ghibellino e ammiratore dei Visconti. Ebbe stretti rapporti con Catello de' Medici, nipote del cardinale Guglielmo de Longhi, membro del clero milanese e ambasciatore di Galeazzo I Visconti.

## Opere

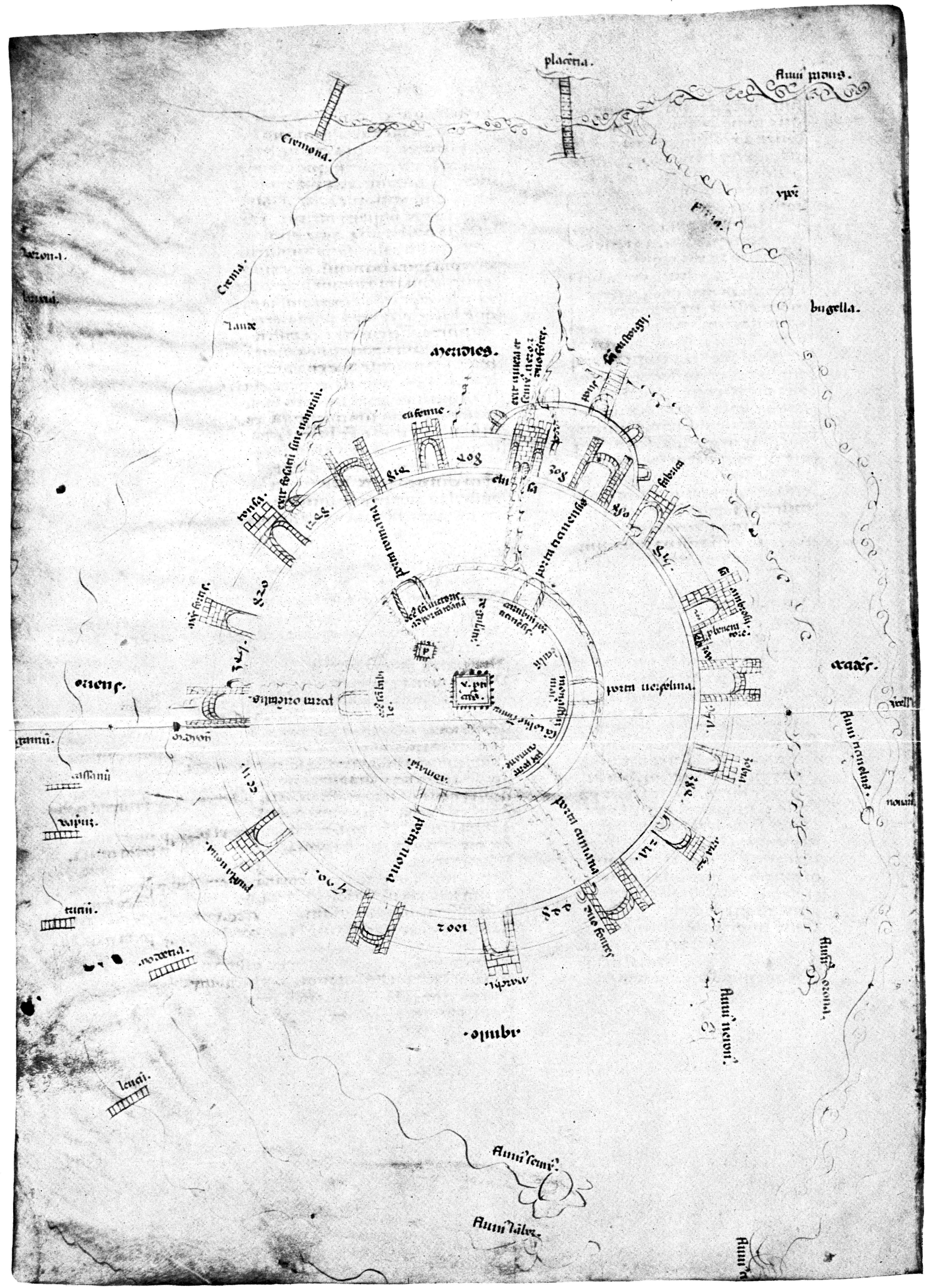
Mappa di Milano dalla Chronica extravagans (XIV sec.)

Galvano Fiamma ha scritto numerose opere.
Oltre al menzionato Tractatus yconomicus unico scritto filosofico le sue opere sono storiografiche divise in due filoni:
- Cronache dell'Ordine Domenicano:
  - Chronica parva Ordinis predicatorum contiene nella prima parte un vita di San Domenico e nella seconda una storia dell'ordine domenicano tra il 1170 ed il 1333 (pervenuta in quattro manoscritti).
  - Chronica maior Ordinis praedicatorum storia dell'ordine domenicano tra il 1170 ed il 1344 (pervenuta sotto forma di frammenti).
- Cronache di Milano:
  - Chronica Galvagnana (Biblioteca Braidense, ms. AE X 10) dalla creazione del mondo al 1337 (pervenuta in 6 manoscritti).
  - Politia novella, (Biblioteca Ambrosiana, ms. A 275 inf., cc. 1-30) dalla fondazione di Milano all'inizio dell'era cristiana (pervenuta in due manoscritti).
  - Chronicon extravagans de antiquitatibus Mediolani, (Biblioteca Ambrosiana, ms. A 275 inf., cc. 31-61) con una pianta di Milano del XIV sec. inserita dal copista sulla base dei dati forniti nel testo (ivi, c. 46v). L'opera è suddivisa in ottantadue quaestiones delle quali solo trenta ci sono pervenute in un unico manoscritto.
  - Chronicon maius, (Biblioteca Ambrosiana, ms. A 275 inf., cc. 61-253) dalla creazione del mondo al 1342 (pervenuta in due manoscritti ai quali manca il periodo dal 1216 al 1328 contenuta nei libri XIV, XV e XVI).
  - Manipolus florum seu Historia Mediolanensis, (diversi manoscritti come Biblioteca Braidense, ms. AC IX 38 e Biblioteca Ambrosiana, Trotti 190) dalla fondazione di Milano al 1335 (prevenuta in ventiquattro manoscritti).
  - Chronica pontificum Mediolanensium, da San Barnaba a Sant'Ambrogio (pervenuta in quattro manoscritti, ma ancora inedita).
  - Cronica universalis (ancora inedita)

### Galvano Fiamma cita l'America?
Nel 2021 il medievista e mediolatinista Paolo Chiesa, dell'Università degli Studi di Milano, ha pubblicato un contributo in cui si sostiene l'ipotesi che quando Galvano, nell'ancora inedita Cronica universalis (III, 275 = ms. coll. privata, XIV s., ff. 258v–259v), parla di una terra que dicitur Marcklada a ovest della Groenlandia (a sua volta pressoché ignota nell'Europa continentale, all'epoca), stia menzionando l'America; la data dell'opera, circa il 1340, ne farebbe la prima menzione in area mediterranea del continente d'oltremare, un secolo e mezzo prima dello sbarco di Cristoforo Colombo a San Salvador (12 ottobre 1492). L'informazione potrebbe essere basata su contatti del Fiamma con navigatori, da lui conosciuti a Genova, che commerciavano con la Scandinavia. Lo studio è stato poi ripreso dalla stampa d'informazione.